# Бурдейний Віктор Артемович
Бурдейний Віктор Артемович (нар. 2 вересня 1946, Одеса -  пом. 24 травня 2016, Одеса) - відмінник освіти України, Заслужений працівник освіти України (2005), Почесний працівник туризму України.

## Життєпис
Віктор Артемович Бурдейний народився 2 вересня 1946 року в м. Одеса. У 1971 році закінчив Київський торгово-економічний інститут за фахом інженер-технолог громадського харчування.

## Професійна діяльність
Працював на суднах пасажирського та вантажного флоту ДСК ЧМП кухарем, старшим кухарем понад 10 років. За кордоном та в м. Одеса був завідуючим виробництвом, директором їдальні, начальником торгового відділу Іллічівського райхарчоторгу, начальником Управління торгівлі Одеського міськвиконкому.
- 1984 - директор Державного навчального закладу «Одеське вище професійне училище морського туристичного сервісу», викладач предмета «Організація харчування моряків».

- 1998 - член науково-методичної комісії навчальних закладів України, які здійснюють підготовку фахівців для роботи на суднах морського та річкового флоту.

- 2001 року училище співпрацює з Австрією, Вищою школою туризму м. Бад-Леонфельден, Миколаївським міжрегіональним інститутом розвитку людини відкритого міжнародного університету «Україна». Член Європейської асоціації шкіл готелів і туризму. Учасник і призер змагань регіонального і міжнародного рівнів в м. Київ, м. Сан Ремо (Італія), м. Прешів (Словаччина)[2].

## Нагороди
- Нагрудний знак МОН України «Відмінник освіти»
- Заслужений працівник освіти України (2005)
- Почесний працівник туризму України
- нагороджений Грамотою Верховної Ради України
- медалями «Ветеран праці», «Захиснику Вітчизни», знаком «За заслуги перед містом».